# Pabé Mongo
Pour les articles homonymes, voir Mongo.
Pabé Mongo (pseudonyme de Pascal Bekolo Bekolo), né le 6 juin 1948 à Doumé dans la région de l'Est, est un universitaire et écrivain camerounais, auteur de romans, de nouvelles, de textes pour le théâtre, notamment radiophoniques, d'essais et d'ouvrages pour la jeunesse.

## Biographie
D'abord enseignant de collège, Pascal Bekolo Bekolo est entré dans l'administration centrale, puis est devenu directeur-adjoint de l'Information et de la Presse.
Titulaire d'un doctorat de 3e cycle, il a enseigné à l'université de Ngaoundéré, puis à celle de Yaoundé 1.
Il a publié ses œuvres de fiction sous le nom de « Pabé Mongo ».

## Jubilé littéraire
Du 15 au 17 novembre 2022, il a célébré ses 50 ans d'écriture pour l'avancée de la production littéraire au Cameroun. Le musée national à Yaoundé a abrité ces trois jours de commémoration. Dans cet édifice autrefois palais présidentiel, l'ancien Secrétaire Général du Centre Universitaire de Ngaoundéré, assure également la coordination du Pôle des Arts Littéraires.
Pabé Mongo a reçu, pour l'ensemble de sa carrière littéraire et scientifique, l'hommage solennel du Pr Faustin Mvogo, en sa qualité d'enseignant-chercheur des universités. C'est à l'auteur de Père inconnu que la sphère universitaire doit l'introduction de l'enseignement scientifique et méthodique de la création littéraire dans les universités d'État du pays.
Pabé Mongo est aussi reconnu comme le créateur d'une théorie intitulée la nouvelle littérature camerounaise, en abrégé la NOLICA. Par cette approche analytique, l'auteur stipule que la littérature camerounaise a traversé le maquis et les affres de la récession des libertés du fait des dictatures post-coloniales. Toutefois, selon le théoricien littéraire, il est urgent que les écrivains retrouvent leurs lettres de noblesse en s'affranchissant des carcans linguistiques liés à l'usage de la langue française. L'auteur de Tel père, quel fils reconnaît l'usage du camfranglais et encourage les créateurs littéraires à employer désormais le "francophonien" qu'il distingue par deux éléments principaux essentiels : la communicabilité inter-francophone et le génie culturel.
Le jubilé littéraire de Pabé Mongo est aussi marqué par la relance de l'Association des Poètes et Ecrivains Camerounais (APEC) dont il assure la direction depuis 2016 sous l'impulsion du poète - ancien Ministre des Arts et de la Culture -, Narcisse Mouellé Kombi.

## Œuvres
- Un enfant comme les autres : nouvelles, CLE, Yaoundé, 1972
- La Guerre des calebasses, DAEC Coopération, Paris, 1973 (pièce radiophonique)
- Innocente Assimba : comédie en quatre actes, CLE, Yaoundé, 197?
- Le Philosophe et le sorcier, Radio-France internationale, Paris, 1979
- Bogam Woup : allégorie de la mutation, CLE, Yaoundé, 1980
- Tel père, quel fils, Nouvelles éditions africaines, Abidjan, Édicef, Paris, 1984 (littérature jeunesse)
- La Guerre des calebasses : ou Le dixième fiancé de Miriam, Édition Le Flambeau, Yaoundé, 1982 (pièce en trois actes)
- Un totem de plus, Radio-France internationale, Paris, 1985 (pièce radiophonique, 14e concours théâtral interafricain)
- Père inconnu, Nouvelles éditions africaines, Paris, 1985 (littérature jeunesse)
- L'Homme de la rue : roman, Hatier, Paris, 1987
- Le Roi des manchots, 1993 (théâtre)
- Nos ancêtres les baobabs : roman, L'Harmattan, Paris, 1994
- Le Substitut, Radio-France internationale, Paris, 1989
- « La disqualification de la nouvelle de l'arsenal littéraire africain pour cause d'inefficacité », Mots pluriels, no 9, février 1999, [lire en ligne]
- Le livre du monde (voyage en Chine), Édi'-Action, Yaoundé, 2001[11]
- « L'Université des Mutants : une utopie universaliste récupérable ? », Université de Yaoundé 1, Actes du colloque sur Senghor 10 janvier 2002, 2003, p. 75-82.  (ISBN 2-911541-89-8), [lire en ligne]
- La Nolica : la nouvelle littérature camerounaise : du maquis à la cité : essai, Presses universitaires de Yaoundé, Yaoundé, 2005
- Jojo la star du kwa : la nouvelle œuvre littéraire camerounaise : du kwat au palace : essai,Presses universitaires de Yaoundé, Yaoundé, 2009